# ファイアーエムブレム無双 風花雪月
「ファイアーエムブレム無双 風花雪月」（ファイアーエムブレムむそう ふうかせつげつ、英題：Fire Emblem Warriors: Three Hopes）は、コーエーテクモゲームスより2022年6月24日に発売されたNintendo Switch用ゲームソフト。

## 概要
2022年2月10日に配信された「Nintendo Direct 2022.2.10」内で発表されたコーエーテクモゲームスの「無双シリーズ」と任天堂の「ファイアーエムブレムシリーズ」のコラボ作品である。
2017年発売の『ファイアーエムブレム無双』は歴代作品のキャラクターが共演するクロスオーバー作品だったが、本作は2019年に発売された『ファイアーエムブレム 風花雪月』1作品がベースになっている。主人公は本作オリジナルキャラクターであり、本編『風花雪月』同様、ストーリーは複数のルートに分かれている。
2022年8月には世界累計出荷本数が100万本を突破した。

## あらすじ

### 断章
主人公シェズが所属するベルラン傭兵団はある貴族に雇われ、別の貴族に雇われていたジェラルト傭兵団と戦うことになった。シェズは自身の夢に現れるラルヴァの力を借りて奮戦するも力及ばず、「灰色の悪魔」によってベルラン傭兵団は壊滅。シェズは「灰色の悪魔」への復讐を誓う。

### 序章
ガルグ＝マク大修道院近郊の山中で修行中のシェズは、ルミール村に駐留しているという傭兵団に救援を求め向かっていた士官学校の3級長と出会う。シェズは傭兵として自分を3級長に売り込み、3級長と協力して盗賊団「鉄の王」の砦を攻め、頭目のコスタスを倒した。
校外学習中の士官学校生徒が盗賊団に襲撃されたことは醜聞であり公にできないため、シェズは半ば強制的にガルグ＝マクへと同行させられ、大司教レアやセテスから謝礼と口止め半々の理由から士官学校への入学を勧められる。断る選択肢は無く、自分の腕前を上げる機会にもなるとシェズも同意し編入するクラスを選ぶ。
シェズが加入したクラスの担任はイエリッツァ。最初の「課題」は盗賊団「鉄の王」の残党討伐であったが、討伐すべき盗賊は既に討たれており、行く手には怪しげな砦があるのみであった。シェズたちはその砦に巣食う賊を討ち、クロニエと名乗る謎の女と魔獣を撃破し、地下牢に捉えられていた昨年の士官学校生・モニカを救出する。モニカの証言から、モニカ誘拐の実行犯が士官学校の書庫番トマシュと分かる。セイロス騎士団はトマシュを捕縛しようとするが、トマシュはソロンという正体を現して逃亡する。
赤焔の章
エーデルガルトは、ヒューベルト、ドロテア、ペトラ、シェズ、モニカ、イエリッツァとで帝都アンヴァルの王宮を急襲する。軍務卿レオポルト＝フォン＝ベルグリーズ、内務卿ヴァルデマー＝フォン＝ヘヴリングの助力を得て襲撃は成功。アランデル公に化けていたタレスは逃したものの、宰相ルートヴィヒ＝フォン＝エーギルを捕縛する。
青燐の章
王都でリュファスとコルネリアが政変を起すが、ディミトリたちはこれを撃破。コルネリアは逃したものの、捕らえたリュファスの口からダスカーの悲劇の真相を聞き出すとともに、反乱の首謀としてリュファスを公開処刑にする。
黄燎の章
シャハド王子が率いるパルミラの大軍がフォドラの首飾りへと攻め込んできた。クロードたちはホルスト、シャミアの協力を得て、これを撃退する。
相次ぐ政変や紛争によって混乱に陥ったフォドラの状況を鑑み、士官学校は休校になり、生徒たちはそれぞれの祖国へと帰って行く。そして2年が過ぎ、皇帝位を継いだエーデルガルトは、大義の下、セイロス聖教会（中央教会）に宣戦布告を行う。

### 赤焔の章
レスター諸侯同盟のうちアミッド大河沿いに領地を持つグロスタール家、フレゲトン家の協力を取り付けた帝国軍はミルディン大橋を通過し、ガルグ＝マクを急襲し陥落させる。落ち延びた大司教レアらは王国に保護されることになる。その王国では、教団と王国の振る舞いに異を唱え帝国を支持するロナート卿が反乱を起こすが劣勢に立たされ、エーデルガルト率いる帝国軍は支援のため西進する。
軍務卿ベルグリーズ伯率いる一軍はリーガン領を侵攻すべく同盟領奥深くまで進軍していたが、グロスタール家とフレゲトン家が一転して帝国に反旗を翻し、ベルグリーズ軍は包囲され全滅の危機に陥る。これを救出すべくエーデルガルトは軍を東へ。グロスタール家とフレゲトン家を破りミルディン大橋を再占領し、同盟軍の包囲陣および同盟に雇われていたジェラルト傭兵団を撃破してベルグリーズ戦団の救出に成功する。続いて国内の反乱勢力を鎮圧した王国軍がアリアンロッド城塞の攻略を開始。これに対応するためエーデルガルトたちは再び西へ進軍し、王国軍を撃退する。戦略の立て直しのため、いったん帝都に戻ったエーデルガルトらをセイロス騎士団が急襲するが、これも撃退に成功する。
レスター諸侯同盟とアドラステア帝国との間で軍事同盟が成立。同盟は東から、帝国は西から王国を挟撃することになる。王国の西部諸国を降した帝国軍であったが、同盟コーデリア領、帝国フリュム領といった東端の領地で闇に蠢く者たちの扇動による大規模な動乱が起きる。王国西部の戦線を軍務卿に任せ、エーデルガルトたちは動乱を鎮圧したが、この動乱自体が陽動であり、軍備の減ったメリセウス要塞をルートヴィヒ＝フォン＝エーギルと反皇帝派の貴族たち、闇に蠢く者たちが占拠する。メリセウス要塞を攻撃し、ルートヴィヒを討ち取ったエーデルガルトは同盟軍と共同で煉獄の谷アリルを通って王国領へと進軍する作戦をとる。一方の王国は大司教レアの進言もあり、堅牢なアリアンロッドを攻めるのではなく、煉獄の谷アリルから南下してのガルグ＝マク奪還を目論む。
かくして、帝国、同盟と王国軍は煉獄の谷アリルで激突する。王国軍を討ち破ったものの、アリルにはセイロス騎士団の姿は無かった。レアは騎士団しか知らぬ間道を使って独自にガルグ＝マクへと攻め入っていたのだった。ガルグ＝マクにはタレスら闇に蠢く者たちも別途侵攻してきており、ガルグ＝マクで三つ巴の戦いが始まる。レアは「白きもの」へと姿を変えて奮戦するも討ち取られ、タレスとレアは相打ちのような形で深い谷底へと落ちていった。
フォドラからセイロス中央教会と闇に蠢く者の影響を完全に排除するまで、帝国の戦いは続く。

### 青燐の章
グロスタール家、フレゲトン家の協力でミルディン大橋を通過した帝国軍はガルグ＝マクへと軍を進め、これを陥落させた。落ち延びた大司教レアらを救出すべく軍を出したディミトリ王は追撃する帝国軍を退けることに成功し、レアらを王国で庇護することになった。
これに異を唱えるガスパール城主ロナート卿が反乱を起こし、ロナート卿の主家筋であるローベ伯も予定より早く反乱に加わる。しかし、ロナート卿が王国軍に討たれたことを知ると早々に王国軍に降伏した。ローベ伯は王都フェルディアへの移送中に何者かに奪取され、北方の異民族スレンが攻め入ってきた報が入るとともにゴーティエ辺境伯からの連絡が途絶えたことでディミトリはロドリグ、ギュスタヴ、ドゥドゥーと共に王都フェルディアに入る。これがコルネリアによる策謀でありディミトリは王都の民を人質に取られる形で軟禁される。残されたフェリクスらは王都に攻め入って、ディミトリを解放するが、コルネリアは再び逃亡する。
コルネリアにそそのかされた王国西部の領主たちはドミニク男爵を旗頭にして反乱を起こし、同時に皇帝エーデルガルドもアリアンロッドを陥落させるために帝国軍を動かす。少数の王国軍とセイロス騎士団にアリアンロッドの防衛を任せ、王国軍主力は先に反乱軍を鎮圧することを選択し、遂に討たれたコルネリアの口からはダスカーの悲劇にディミトリの継母パトリシアが深く関わっていたことが語られたのだった。続いてアリアンロッドへ攻め入ってきたエーデルガルトを撃退するが、エーデルガルトを討ち取ろうとしたときにタレスが割り込み、エーデルガルトを覇骸の姿に変えて王国軍に大きな損害を与え、撤収した。その後、帝国ではタレスの後押しでルートヴィヒ＝フォン＝エーギルが復権し帝国の実権を掌握する。
ルートヴィヒは宰相に復帰し、帝国軍はその様相を一変させる。帝国軍は帝国領の村々からも略奪や焼き討ちを平然と行われるような有り様になっていた。同盟盟主クロードはこれを脅威と判断し王国と軍事同盟を結び、クロードの立案によりガルグ＝マク奪還の目標が立てられる。ガルグ＝マク守備兵力を減らすため、王国西部と同盟領からそれぞれ東西の帝国領土に攻め入ることになった。帝国西部を占領したディミトリは主力を王国と同盟の境界にある煉獄の谷アリルに振り向け、同盟軍、セイロス騎士団と共にガルグ＝マクへと南進。半ば傀儡と化していたエーデルガルトを降し、宰相エーギル公と裏で糸を引いていた闇に蠢く者の首魁・タレスを討ったディミトリらは、ガルグ＝マクを陥落させることに成功する。
帝国軍と闇に蠢く者に大打撃を与えたが、フォドラを脅かす者たちを除くまで、王国の戦争はまだ終わらない。

### 黄燎の章
帝国によるセイロス中央教会への宣戦布告がなされ、帝国軍がガルグ＝マクへと進軍するため同盟領のミルディン大橋に攻めてくる。ミルディン大橋防衛戦はフレゲトン領主アケロンの裏切りがあったものの、帝国軍先遣隊の撃破に成功する。しかし、続いて押し寄せる帝国軍本隊が姿を見せたとき、グロスタール伯は降伏を選択。ミルディン大橋は帝国のものとなり、アミッド大河沿いの帝国に近いグロスタール領、コーデリア領は帝国に臣従する形になる。帝国軍はガルグ＝マクへと進軍し、これを陥落させたが、大司教レアらは落ち延び、王国の庇護を受けることなった。
王国側では帝国に同調するローベ伯が予定より早く王国への反旗を翻し、援軍として帝国軍も西部へ進軍していた。同盟領側にはフェルディナント率いる一軍がリーガン領制圧のためにデアドラを目指して進軍してくる。クロードらはジュディット、ホルストの協力も得てデアドラ防衛に成功。このタイミングに合わせて、グロスタール家、コーデリア家が帝国に反旗を翻しミルディン大橋を奪還。帝国へ撤退するフェルディナント軍をリーガン領西部に追い込んで包囲殲滅する作戦に出る。フェルディナントの指揮に不安を抱くヒューベルトが私費で雇っていたジェラルト傭兵団の奮戦と、殿軍を務めたラディスラヴァの犠牲によってフェルディナント自身はガルグ＝マクへの撤退に成功する。
少数ではあるが、グロスタール領民の被害を省みない盟主クロードへの反発からグロスタール伯は当主の座をローレンツに譲る。帝国軍を退けた同盟は帝国への攻勢に討って出ることになり、ミルディン大橋を越えてベルグリーズ伯爵領へと進軍し、グロンダーズ平原でベルグリーズ伯率いる帝国軍と対戦する。ベルグリーズ伯を討ち取ろうとしたときに同盟領からパルミラ軍来襲の急報が入り、同盟軍は急ぎ撤退する。2年前を超す大軍を擁していたパルミラ軍ではあったが士気は低く、パルミラ王直属のナデルがシャハド王子から離反したこともあって、クロードらはシャハド王子を討ち、撃退することに成功する。
同盟は五大諸侯による円卓会議を経て、クロードを初代国王とするレスター連邦国へと政体を変更。帝国からの申し出による盟約を受け、和平を結ぶと共にセイロス中央教会と中央教会を擁する王国に共通して当たることになる。同盟改め連邦の西部の小領主たちは元々円卓会議に参加できないことと、連邦化に反対の立場から、連邦を脱し王国に臣従しようとしていた。そのような小領主と接触すべく行動していたカトリーヌ率いるセイロス騎士団の部隊とランドルフ将軍率いる帝国軍とが煉獄の谷アリルで戦闘に入る。クロードは連邦国軍の被害を最小にしつつ騎士団を殲滅するため、ランドルフ将軍を囮とする包囲陣を敷き、その目論見は成功する。しかし、セイロス騎士団が完全に包囲陣に入るまで連邦国軍の動きを遅らせたことで、セイロス騎士団を壊滅させることには成功するものの、ランドルフ将軍はカトリーヌに討たれて戦死するなど、帝国軍も壊滅していた。帝国軍を犠牲にした勝利にシェズやジュディットはクロードの策を責める。ランドルフの妹フレーチェはクロードを仇として、ジェラルト傭兵団やユーリスたちを私費で雇いクロードを襲撃するが、返り討ちにされる。
パルミラの大型商船を借り受けた連邦国軍は海路を用いて王国本土へ上陸。王都フェルディアを包囲するところまで進軍するが、コーデリア領で大規模な動乱が起きたとの報を受けて急遽撤退。動乱を起していたソロンを撃退するが、休む間もなくガルグ＝マクのエーデルガルトからの救援要請を受ける。連邦国軍はガルグ＝マクを包囲せんとしていた王国軍とセイロス騎士団の撃退に成功する。帝国軍は王国西部に撤退するディミトリらを追って追撃、連邦国軍はセイロス騎士団を追って王都方面へと追撃戦を繰り広げる。連邦国軍はタルティーン平原に布陣したセイロス騎士団と対戦し、大司教レアを討ち倒した。
旧来の権力の象徴でもあるセイロス中央教会を解体するという目的を果たした連邦国軍は王国から兵を引き、王国と帝国に休戦を提案する。しかし、これが両国に受け入れられるかは定かではない。

## 登場人物
主人公
声 - 畠中祐（男）、富田美憂（女）
初期兵種：剣士 / 年齢：?? / 身長：170cm（共通）
本作の主人公。デフォルトネームは男女共にシェズ（名前変更可）。出生は不明であるが、同盟内コーデリア領内の村から離れた山中で養母に育てられる。養母から平民にしては珍しく読み書きなどの教養を教わっており、養母が亡くなった後は傭兵としての生活を送る。
灰色の悪魔に討ち取られる際にラルヴァの介入がなければ風花雪月へ、逆に介入によって生存すると無双のストーリーに進むことが示唆されている。
任意の自軍拠点へと瞬間移動する「無間の瞬動」を回数制限ありで使用可能。トマシュ（ソロン）、アランデル公（タレス）と類似した「変身」の能力があり、覚醒中は変身とともに戦闘能力が向上する。
ラルヴァ
声 - 田村睦心
主人公の夢に現れた謎の存在。「灰色の悪魔」に敗れ命を落としかけた主人公を謎の力で救う。以来、主人公の頭の中に語りかけてくるようになり、「運命共同体」と呼ぶようになる。
ジェラルト傭兵団を自軍に組み込んで1周以上クリアした後に使用キャラクターとすることができるが、その際には（その周回での）主人公の性別に合わせて性別限定兵種が変動する。
「無間の瞬動」も使用可能であるが、回数制限は主人公のものと共通になる。
エピメニデス
声 - 田村睦心
ラルヴァの本体。アガルタの民（闇に蠢く者）の1人である。

### ジェラルト傭兵団
本作ではルートに応じた対立勢力に雇われる形で何度も登場する。特定のステージで条件を満たせるか否かで彼らの結末は変化する。
灰色の悪魔
声 - 小林裕介（男）、伊藤静（女）
初期兵種：クロームハート / 年齢：?? / 身長：175cm（男）、164cm（女） / 紋章：炎の紋章
本編『風花雪月』の主人公で、本編内でのデフォルトネームは男性が「ベレト」、女性が「ベレス」。ジェラルト傭兵団に所属する傭兵で、団長ジェラルトの子。無類の強さから「灰色の悪魔」と呼ばれ、主人公の宿敵となる。なお、風花雪月のセーブデータがあり、なおかつ風花雪月で名前を変更している場合は風花雪月で付けた名前がデフォルトになる仕様がある。
本編とは異なり、ガルグ＝マク大修道院の士官学校を訪れることが無く、傭兵としての活動を続けている。そのため天帝の覇剣を本編内で持つこともなく、クリア後の特典武器として登場するのみとなっている。
傭兵団を自軍に組み込まない場合はソティスに主導権を渡し復讐鬼と化す。
ソティス
声 - 黒沢ともよ
灰色の悪魔の頭の中に存在する少女。クリア後にプレイアブルキャラとして使用できるようになるが、ストーリーでは使用不可。
ジェラルト＝アイスナー
声- 大塚明夫
初期兵種：ホーリーナイト / 年齢：?? / 身長：185cm / 紋章：セイロスの紋章
ジェラルト傭兵団・団長で「壊刃」の二つ名で知られる凄腕の傭兵。「灰色の悪魔」の父。元セイロス騎士団団長。レオニーからは敬愛されている。
外観よりはるかに長い年月を生きており（風花雪月では100歳を超してから年齢は数えていないと語られている）、自身の肉体がそろそろ限界であることを端々の台詞で語っている。
ジェラルト傭兵団を引き入れれば彼もプレイアブルキャラとして使用可能になる。
アロイス＝ランゲルト
声 - 坂巻学
兵種 - ウォーリアー→グレートナイト
セイロス騎士団の騎士で、ジェラルトがセイロス騎士団団長だった頃の部下。士官学校休止後は騎士団を抜け、ジェラルト傭兵団に入る。本作ではNPC。

### 黒鷲の学級（アドラークラッセ）
士官学校で主人公が黒鷲の学級を選んだ場合の級友となる、アドラステア帝国の面々。
エーデルガルト＝フォン＝フレスベルグ
声 - 加隈亜衣
初期兵種：戦士 / 年齢：17歳→19歳 / 身長：158cm→162cm / 紋章：炎の紋章・セイロスの小紋章
「黒鷲の学級」の級長。アドラステア帝国の皇女。物語序盤で皇帝に即位する。
本作では序盤にアランデル公と手を切り、"闇に蠢く者"とは敵対関係となる。
青燐の章ではアリアンロッドを攻略するため王国軍と交戦するが、その際にタレスに乱入され覇骸の姿になり、以後タレスの傀儡となってしまう。黄燎の章では王国と教団に襲われたガルグ=マクを救援するべく連邦国軍と共闘する。
ヒューベルト＝フォン＝ベストラ
声 - 小西克幸
初期兵種：修道士 / 年齢：20歳→21歳 / 身長：188cm
アドラステア帝国の貴族・ベストラ侯爵家の嫡子。エーデルガルトの腹心。序盤で父親が死亡（捕縛の際に抵抗したためやむなく殺害とのこと）し、爵位を継ぎ宮内卿となる。
リシテアとの支援会話内で妹と母の存在、および存命であることが語られる。
他ルートでは青燐の章でアリルでレアを捕縛するための刺客として差し向けられるが、以後は前線には出てこない。
フェルディナント＝フォン＝エーギル
声 - 坂泰斗
初期兵種：兵士 / 年齢：17歳→19歳 / 身長：175cm→180cm / 紋章：キッホルの小紋章
アドラステア帝国の貴族・エーギル公ルートヴィヒの嫡子。
物語序盤で父であるルートヴィヒ＝フォン＝エーギルが拘禁され譲位させられるが、フェルディナントの公爵位継承は保留となっている。
青燐の章ではエーデルガルトと共にアリアンロッドの攻略部隊を率いる。黄燎の章では自ら名乗り出て、同盟のリーガン領侵攻軍の指揮官となる。
リンハルト＝フォン＝ヘヴリング
声 - 堀江瞬
初期兵種：修道士（赤焔の章）、プリースト（黄燎の章）、ダークビショップ（青燐の章） / 年齢：16歳→18歳 / 身長：177cm / 紋章：セスリーンの小紋章
アドラステア帝国の貴族・ヘヴリング伯ヴァルデマーの嫡子。
青燐の章では父ヴァルデマーと共にアリアンロッド攻撃部隊に加わった後、ロッキン領での戦いに参戦。黄燎の章ではミルディン大橋攻略部隊の将として登場。
カスパル＝フォン＝ベルグリーズ
声 - 村上聡
初期兵種：戦士 / 年齢：16歳→18歳 / 身長：159cm→169cm
アドラステア帝国の貴族・ベルグリーズ伯レオポルトの次男。
青燐の章では終盤のアリル会戦で父レオポルトと共に殿を務めた後、帝国軍追撃戦でエーギル公を逃がすための殿となり戦死。
黄燎の章ではミルディン大橋攻略に加わった後、グロンダーズ平原での戦闘に現れる。以後は登場しない。
ベルナデッタ＝フォン＝ヴァーリ
声 - 辻あゆみ
初期兵種：戦士（赤焔の章）、アーチャー（青燐の章・黄燎の章） / 年齢：17歳→19歳 / 身長：150cm→163cm / 紋章：インデッハの小紋章
アドラステア帝国の貴族・ヴァーリ伯グレーゴーアの嫡子。
黄燎の章ではフェルディナントに従ってリーガン領攻略軍に加わるが、これは、ガルグ＝マクには父親が来る、王国側はレアに近いという理由から。青燐の章では旧アランデル領の戦いに参戦。
ドロテア＝アールノルト
声 - 長妻樹里
初期兵種：修道士（赤焔の章）、メイジ（青燐の章）、グレモリィ（黄燎の章） / 年齢：18歳→20歳 / 身長：170cm
帝都のミッテルフランク歌劇団に所属していた元歌姫。
青燐の章ではロナート救援部隊の将として登場。黄燎の章ではコーデリア領での騒乱収束のためマヌエラと共に救援の兵を出し、連邦国軍に協力する。
ペトラ＝マクネアリー
声 - 石上静香
初期兵種：剣士（赤焔の章）、盗賊（青燐の章・黄燎の章） / 年齢：15歳→17歳 / 身長：161cm
アドラステア帝国の属国であるブリギット諸島を治める王の孫娘。物語序盤で王位を継ぐが一部の者にしか明らかにしていない。また終戦後にはブリギットの帝国への従属状態の解消といった密約もエーデルガルトとの間で取り交わされている。
青燐の章ではレア捕縛のための刺客としてアリルを奇襲する。黄燎の章ではグロンダーズ平原に出撃。

### 青獅子の学級（ルーヴェンクラッセ）
士官学校で主人公が青獅子の学級を選んだ場合の級友となるファーガス神聖王国の面々。
ディミトリ＝アレクサンドル＝ブレーダッド
声 - 石川界人
初期兵種：兵士 / 年齢：17歳→19歳 / 身長：180cm→188cm / 紋章：ブレーダッドの小紋章
「青獅子の学級」の級長。ファーガス神聖王国の王子。物語序盤で王位につく。
赤焔の章ではアリアンロッドとアリルで、黄燎の章ではフェルディアとガルグ=マクで交戦する。
ドゥドゥー＝モリナロ
声 - 高橋英則
初期兵種：戦士 / 年齢：18歳→20歳 / 身長：204cm
ダスカー地方出身の平民で、ディミトリの従者。
赤焔の章や黄燎の章では基本的にディミトリの前座として登場。
フェリクス＝ユーゴ＝フラルダリウス
声 - 帆世雄一
初期兵種：剣士 / 年齢：17歳→19歳 / 身長：174cm / 紋章：フラルダリウスの紋章
ファーガス神聖王国の貴族・フラルダリウス公ロドリグの嫡子（次男）。本作では物語序盤で爵位を継ぐ。
赤焔の章ではアリルの会戦に出撃。黄燎の章ではフラルダリウス領の突破阻止のため防衛軍を率いる。
アッシュ＝デュラン
声 - 井上雄貴
初期兵種：戦士（青燐の章）、アーチャー（赤焔の章）、ボウナイト（黄燎の章） / 年齢：16歳→18歳 / 身長：164cm→170cm
王国西部ローベ伯爵領にあるガスパール城主・ロナート卿の養子。平民出身。ロナート卿の推挙もあって、物語序盤で王家の騎士となる。
赤焔の章では挙兵したロナートを止めるためマグドレド街道に出兵し帝国軍と交戦。黄燎の章ではフラルダリウス領の砦の守備軍として登場する。
シルヴァン＝ジョゼ＝ゴーティエ
声 - 古川慎
初期兵種：兵士 / 年齢：19歳→21歳 / 身長：186cm / 紋章：ゴーティエの小紋章
ファーガス神聖王国の貴族・ゴーティエ辺境伯マティアスの次男で嫡子。廃嫡された異母兄マイクランがいる。
黄燎の章ではマティアスが連邦国軍との戦いに倒れたことで、爵位を継ぎ、フェルディア防衛のため出撃。赤焔の章ではアリルの会戦でフェリクスを逃がすための殿となり帝国軍と交戦し戦死。
メルセデス＝フォン＝マルトリッツ
声 - 花守ゆみり
初期兵種：修道士（青燐の章）、ビショップ（赤焔の章） / 年齢：22歳→24歳 / 身長：169cm / 紋章：ラミーヌの小紋章
元帝国貴族で、紆余曲折あって王都の豪商の養女となった。王都魔道学院出身。
黄燎の章では王国軍からセイロス騎士団への数少ない援兵としてタルティーン平原で連邦国軍と敵対する。赤焔の章ではアリアンロッドに派遣されて帝国軍と戦う。
アネット＝ファンティーヌ＝ドミニク
声 - 田中貴子
初期兵種：修道士 / 年齢：16歳→18歳 / 身長：151cm→153cm / 紋章：ドミニクの小紋章
ファーガス神聖王国の貴族・ドミニク男爵の姪で、王国騎士ギュスタヴの娘。
赤焔の章では王国西部諸侯の防衛戦に出撃し帝国軍と対戦。その際には王国軍の士気向上のためドミニク家の英雄の遺産「打ち砕くもの」を装備したウォーリアーとして帝国軍と敵対する。
黄燎の章では王都防衛軍に加わって登場。
イングリット＝ブランドル＝ガラテア
声 - 石見舞菜香
初期兵種：兵士 / 年齢：17歳→19歳 / 身長：165cm / 紋章：ダフネルの小紋章
ファーガス神聖王国の貴族・ガラテア伯の息女・嫡子。
赤焔の章ではマグドレド街道の戦いに加わった後、アリアンロッドでディミトリとドゥドゥーを逃がすための殿となり討たれる。黄燎の章ではガルグ=マク攻略でエーデルガルトを奇襲する形で登場。

### 金鹿の学級（ヒルシュクラッセ）
士官学校で主人公が金鹿の学級を選んだ場合の級友となる、レスター諸侯同盟領の面々。
クロード＝フォン＝リーガン
声 - 豊永利行
初期兵種：戦士 / 年齢：17歳→19歳 / 身長：175cm→177cm / 紋章：リーガンの小紋章
「金鹿の学級」の級長。レスター諸侯同盟の盟主・リーガン家の嫡子。物語序盤で盟主になる。
黄燎の章では中盤で同盟を連邦国に改組し初代国王となる。
赤焔の章のプレイの進め方によっては、途中で帝国との同盟を破棄しエーデルガルトらを攻撃するものの返り討ちとなり戦死する。青燐の章では王国とは敵対することなく、友軍としてアリルの会戦とガルグ=マク攻略戦に登場。
ヒルダ＝ヴァレンティン＝ゴネリル
声 - 桑原由気
初期兵種：戦士 / 年齢：18歳→20歳 / 身長：154cm / 紋章：ゴネリルの小紋章
レスター諸侯同盟の貴族・ゴネリル公の娘。ホルストの妹。
赤焔の章ではリーガン領突破戦に出撃。アリルの会戦では進め方によって友軍または敵軍となる。青燐の章ではアリルの会戦とガルグ＝マク攻略戦に同盟軍を率いて王国に協力する。
ローレンツ＝ヘルマン＝グロスタール
声 - 渡辺紘
初期兵種：兵士（黄燎の章）、ソシアルナイト（赤焔の章）、パラディン（青燐の章） / 年齢：18歳→20歳 / 身長：188cm / 紋章：グロスタールの小紋章
レスター諸侯同盟の貴族・グロスタール伯エルヴィンの嫡子。本作では途中で爵位を継ぐ。
青燐の章では王国と同盟が共闘することにした際に同盟から派遣され、そのまま仲間にすることができる。赤焔の章ではミルディン大橋の防衛戦で帝国軍と対戦。仲間にしなかった場合も戦死こそしないものの、以降は戦場に立てないほどの負傷を受ける。
ラファエル＝キルステン
声 - 大泊貴揮
初期兵種：戦士（黄燎の章）、グラップラー（赤焔の章・青燐の章） / 年齢：17歳→19歳 / 身長：190cm
同盟領の平民。実家のキルステン家はかつて商家だった。イグナーツとは親世代からの幼馴染。士官学校休止後は祖父、妹と共に宿屋を営んでいた。
青燐の章では王国と同盟が共闘することにした際に同盟から派遣され、そのまま仲間にすることができる。赤焔の章ではクロードと共にベルグリーズ伯軍の包囲陣として帝国軍と対戦。
イグナーツ＝ヴィクター
声 - 矢野奨吾
初期兵種：戦士（黄燎の章）、アーチャー（赤焔の章）、スナイパー（青燐の章） / 年齢：17歳→19歳 / 身長：164cm→168cm
同盟領内でリーガン家やグロスタール家などの有力貴族とも取引のある大商家の次男。物語序盤で、グロスタール家の騎士となる。
青燐の章では王国と同盟が共闘することにした際に同盟から派遣され、そのまま仲間にすることができる。赤焔の章ではミルディン大橋の防衛戦で帝国軍と対戦。
リシテア＝フォン＝コーデリア
声 - 悠木碧
初期兵種：修道士（黄燎の章）、ウォーロック（赤焔の章） / 年齢：15歳→17歳 / 身長：148cm→156cm / 紋章：カロンの小紋章・グロスタールの紋章
レスター諸侯同盟の貴族・コーデリア伯の長女・嫡子。
赤焔の章ではクロードと共にベルグリーズ伯軍の包囲陣として帝国軍と対戦。
マリアンヌ＝フォン＝エドマンド
声 - 秦佐和子
初期兵種：修道士（黄燎の章）、ビショップ（赤焔の章・青燐の章） / 年齢：17歳→19歳 / 身長：163cm / 紋章：獣の小紋章
レスター諸侯同盟の貴族・エドマンド辺境伯の養女。
青燐の章では王国と同盟が共闘することにした際に同盟から派遣され、そのまま仲間にすることができる。赤焔の章ではクロードと共にベルグリーズ伯軍の包囲陣として帝国軍と対戦。
レオニー＝ピネッリ
声 - 野川さくら
初期兵種：兵士（黄燎の章）、ホーリーナイト（赤焔の章） / 年齢：19歳→21歳 / 身長：168cm
同盟領（グロスタール伯領）サウィン村の猟師の娘。ジェラルトを敬愛して傭兵を志願し、物語序盤で傭兵となる。赤焔の章ではフリュム領動乱の際にハンネマンと共に派遣されて事態の収束にあたっており、事前に灰色の悪魔（＝ジェラルド傭兵団）を仲間にしたかどうかで自軍入りのフラグが立つ。

### 灰狼の学級（ヴォルフクラッセ）
本作では開戦後に敵または友軍として登場し、加入させるには説得する必要がある。
ユーリス＝ルクレール
声 - 榎木淳弥
初期兵種：アサシン（青燐の章）、トリックスター（赤焔の章・黄燎の章） / 年齢：22歳 / 身長：171cm / 紋章：オーバンの紋章
「灰狼の学級」のリーダー格だった者で、王国貴族・ローベ伯爵家の元養子。グェンダルとも旧知の仲。
青燐の章ではアリアンロッドへの隠し通路情報を持って帝国軍に参加し、アリアンロッドへ攻め入ってくる。赤焔の章ではロドリグに雇われて帝国軍と対戦。黄燎の章では兄ランドルフを見殺しにされたフレーチェに雇われて復讐に協力するかたちで連邦国軍と対戦する。
主人公との支援会話において、母親は病気がちでいつ亡くなるかも不明ではあるが存命中であることと、本名が「レグ」から始まる名前であることが判る。
バルタザール＝フォン＝アダルブレヒト
声 - 木村昴
初期兵種：拳闘士（赤焔の章・黄燎の章）、ウォーマスター（青燐の章） / 年齢：29歳 / 身長：198cm / 紋章：シュヴァリエの紋章
レスター諸侯同盟の貴族・アダルブレヒト男爵家の前当主。
青燐の章では金払いの良さから帝国の傭兵となっていたが、メトジェイ指揮下になった際に帝国民間人への虐殺指令が出たため契約を破棄し帝国軍を離反、友軍となる。赤焔の章ではミルディン大橋の防衛戦で帝国軍と対戦。黄燎の章では傭兵隊としてデアドラ攻めの帝国軍に雇われ、同盟軍と対戦。
コンスタンツェ＝フォン＝ヌーヴェル
声 - ブリドカットセーラ恵美
初期兵種：メイジ（赤焔の章）、ウォーロック（黄燎の章）、グレモリィ（青燐の章） / 年齢：20歳 / 身長：164cm / 紋章：ノアの紋章
アドラステア帝国にあった貴族・ヌーヴェル子爵家の元嫡子。
青燐の章では帝国西部領の防衛戦で王国軍と敵対する。 赤焔の章、黄燎の章ではセイロス騎士団に徴兵されて敵対する。
ハピ
声 - 三澤紗千香
初期兵種：メイジ / 年齢：22歳 / 身長：169cm / 紋章：ティモテの紋章
使徒ティモテの隠れ里出身の女性。闇に蠢く者に拉致されて身体をいじられた過去が原因で、魔物を呼び寄せやすい体質になっている。
青燐の章では帝国側としてレアらの追撃戦に参加。赤焔の章、黄燎の章ではセイロス騎士団に徴兵されて敵対する。

### セイロス聖教会関係者
レア
声 - 井上喜久子
兵種:聖者
セイロス聖教会の大司教。
赤焔の章・黄燎の章では帝国及び連邦国と敵対。
セテス
声 - 子安武人
初期兵種：ソシアルナイト / 年齢：?? / 身長：182cm / 紋章：キッホルの紋章
セイロス聖教会の大司教補佐。
青燐の章ではアリルで王国軍と合流後、セイロス騎士団から王国軍に派遣されて加入。赤焔の章ではガルグ=マク防衛のため出撃する他、終盤でアリルに出現する。黄燎の章ではタルティーンの戦いで登場。
フレン
声 - 大野柚布子
初期兵種：プリースト / 年齢：?? / 身長：151cm / 紋章：セスリーンの紋章
セテスの妹。
青燐の章ではセテスともども王国軍に派遣される。赤焔の章ではガルグ=マク防衛に出撃した後、アリル会戦に参加。黄燎の章ではタルティーンの戦いで登場。
マヌエラ＝カザグランダ
声 - 小島幸子
初期兵種：プリースト / 年齢：ヒミツ / 身長：172cm
士官学校の教師兼医師。帝国のミッテルフランク歌劇団・元歌姫。
本作では士官学校休止後、アンヴァルに戻り帝国に協力し、帝国軍で参戦する。青燐の章では帝国南西部のロッキン領防衛のため出撃。黄燎の章ではコーデリア領救援に派兵し連邦国軍に協力する。
ハンネマン＝フォン＝エッサー
声 - 浜田賢二
士官学校の教師で紋章学者。帝国貴族エッサー子爵家の元当主。
本作では帝国側のNPCとして登場。赤焔の章ではフリュム領救援のため出兵。外伝にも登場し盗賊討伐に協力する。青燐の章ではロッキン領防衛戦で王国軍と敵対。黄燎の章ではコーデリア領救援のため出兵し連邦国軍に協力。
イエリッツァ＝フォン＝フリュム
声 - 伊丸岡篤
初期兵種：ソシアルナイト（赤焔の章）、死神騎士（青燐の章） / 年齢：23歳 / 身長：193cm / 紋章：ラミーヌの小紋章
士官学校の武術師範。アドラステア帝国の将軍。メルセデスの異父弟で、本名は「エミール＝フォン＝バルテルス」。本作序盤では全ルートで士官学校における主人公の学級の担任となる。
青燐の章ではプレイの進め方によっては味方にすることができる。黄燎の章ではメルセデスを説得するため、タルティーンの戦いに帝国から派遣されて連邦国軍に加勢。
ギルベルト＝プロスニラフ
声 - 小上裕通
兵種 - フォートレス→グレートナイト
セイロス騎士団の騎士。王国貴族ドミニク家出身でアネットの父親であり、本名は「ギュスタヴ＝エディ＝ドミニク」。理由あって王国を出奔していたが、士官学校休止後はディミトリの要望で王国に復帰する。本作では王国側のNPCとして登場し、本名のギュスタヴで呼ばれる。赤焔の章では王国西部諸国の防衛戦でアネットを逃がすために帝国軍の前に立ち、戦死する。黄燎の章ではフェルディア防衛戦に登場。青燐の章では王国西部鎮圧戦でドミニク男爵の説得のため出撃。
カトリーヌ
声 - 松浦チエ
初期兵種：ソードマスター / 年齢：29歳 / 身長：175cm / 紋章：カロンの紋章
セイロス騎士団員。英雄の遺産である剣「雷霆」を持つ凄腕剣士。王国貴族カロン家の出身。
青燐の章ではアリルでレアを護衛した後、セイロス騎士団の一員としてアリアンロッド防衛戦に参戦した際、王国軍の救援を受けて仲間になる。赤焔の章ではガルグ＝マク攻略中に闇に蠢く者による闇の壁でレアと分断されたところを帝国軍に襲われ討ち取られる。黄燎の章では煉獄の谷アリルにて帝国のランドルフ将軍を打ち倒した後に連邦国軍の包囲攻撃を受けて戦死する。
シャミア＝ネーヴラント
声 - 渡辺優里奈
初期兵種：アーチャー（黄燎の章）、スナイパー（青燐の章、黄燎の章） / 年齢：27歳 / 身長：169cm
異国ダグザ出身の弓使いの傭兵。物語開始時はセイロス騎士団に雇われているが、士官学校の休止後は騎士団を抜ける。
青燐の章では傭兵として再びセイロス騎士団に雇われてアリアンロッド防衛戦に味方NPCとして参戦。赤焔の章ではセイロス騎士団（カトリーヌ）に雇われてガルグ＝マク（ヒューベルト、ペトラ、イェリッツァの外伝）や帝都アンヴァルへの襲撃に参加し対戦する。黄燎の章では帝国の宣戦布告時に滞在していた同盟軍に身を寄せている。
ツィリル
声 - 河西健吾
兵種 - ブリガンド→ドラゴンマスター
レアの従者。パルミラ出身。本作では教会側のNPCとして登場。赤焔の章、黄燎の章では敵対する。
門番
声 - 松本忍
初期兵種：兵士 / 年齢：?? / 身長：172cm
大修道院の門番。士官学校の休止後は主人公が属する軍に加わる。3周目以降で使用できるようになる最後の隠しキャラ。
赤焔の章では宣戦布告直前に帝都の家族から手紙で呼び戻され難を逃れ、帝国軍に参加。青燐の章ではガルグ＝マク陥落の際にレアに付き従って王国入りし、王国軍に参加。黄燎の章ではデアドラ出身の友人に誘われデアドラ観光に来ていたところで戦争が始まったために戻れなくなり同盟軍に加わる。

### アドラステア帝国
モニカ＝フォン＝オックス
声 - 高野麻里佳
初期兵種：修道士 / 年齢：18歳→20歳 / 身長：157cm / 紋章：マクイルの小紋章
アドラステア帝国の小貴族・オックス男爵家の嫡子。エーデルガルト達より1年前に士官学校に入学するも、闇に蠢く者に誘拐される。本作の物語序盤で救出され、帝国陣営に加わる。
非常に記憶力が良く記録官としてエーデルガルトに仕えることになる。エーデルガルトへの敬愛が強く、宮内卿であるヒューベルトとは張り合う。また、同様にエーデルガルトとの接点が多い主人公には嫉妬めいた感情を抱く。幼いころにミッテルフランク歌劇団の劇場で見たドロテアには憧れを抱いている。
青燐の章では、父親のオックス男爵は王国軍が帝国西部に侵攻してきた際の防衛戦に出撃し戦死する。自身も交戦するが敗れて撤退、以後は登場しない。黄燎の章ではグロンダーズの戦いに出撃して同盟軍と交戦し、連邦国が帝国と同盟した後はガルグ＝マク救援のため出撃し連邦国軍に協力。
死神騎士
声 - 伊丸岡篤
兵種 - 死神騎士
アドラステア帝国の将軍である仮面の騎士。王国ルートで登場。その正体はイエリッツァ。
ルートヴィヒ＝フォン＝エーギル
声 - 遠藤大輔
兵種 - フォートレス→グレートナイト
エーギル公爵家当主で帝国の宰相。フェルディナントの父。物語序盤でエーデルガルトらによって捕縛・更迭されるも、タレスの後押しで復権（青燐の章）したり、エーデルガルトに反旗を翻す（赤焔の章）。青燐の章ではエーデルガルトと共にガルグ＝マクへ撤退を図るもエーデルガルトとはぐれてしまい、自分だけでも撤退しようとしたが王国軍の追撃を受け討たれる。赤焔の章では闇に蠢く者に担がれてメリセウス要塞を占拠するも、親征軍との戦いに敗北し、フェルディナントによってとどめを刺される。
レオポルト＝フォン＝ベルグリーズ
声 - 楠大典
兵種 - ウォーマスター
ベルグリーズ伯爵家当主で帝国の軍務卿。カスパルの父。神聖武器「ヤルングレイプ」を持つ。帝国最強と呼ばれる猛将でカスパルからは恐れられている。
赤焔の章では同盟領へ攻め入った際に孤立してしまい、親征軍の救援を待つこととなる。その後外伝でも登場。青燐の章ではアリルの会戦でエーギル公を逃がすための殿として参戦した後、エーギル公撤退に協力するため参戦。黄燎の章ではグロンダーズの戦いに登場。
ヴァルデマー＝フォン＝ヘヴリング
声 - 内田夕夜
兵種 - ウォーロック
ヘヴリング伯爵家の当主で帝国の内務卿。リンハルトの父。素直でない性格。レオポルトとは幼馴染で犬猿の仲。
青燐の章ではアリアンロッド攻略部隊の一部隊を率いて王国軍と交戦。その後エーギル公撤退戦でもレオポルトの後方支援にあたる。
グレーゴーア＝フォン＝ヴァーリ
声 - 三上哲
兵種 - ビショップ
ヴァーリ伯爵家当主で帝国の教務卿。ベルナデッタの父。帝国が南方教会を復活させた際にその司教となる。
帝国がガルグ＝マクを陥落させた後は司教としてガルグ＝マク入りするが中央教会からの刺客を恐れて引きこもり生活となる。
青燐の章ではガルグ＝マク防衛の任につき、火計で王国軍を迎え撃つもクロードの奇襲で拠点への王国軍侵入を許し討ち取られる。黄燎の章では襲撃してきた王国軍の対処にあたる。
ランドルフ＝フォン＝ベルグリーズ
声 - 金野潤
兵種 - ウォーリアー
先代のベルグリーズ伯爵の後妻の連れ子で、帝国の将軍。ベルグリーズの分家を興すべく奮闘している。
青燐の章ではヘヴリング領の突破阻止のためジェラルト傭兵団を雇い迎撃にあたる。黄燎の章ではアリルでカトリーヌと交戦するも、連邦国軍の損害を減らしつつ教団兵の確実な包囲殲滅を目論むクロードの策によって、カトリーヌに討たれる。赤焔の章でジェラルト傭兵団を自軍に組み込まなかった場合は、復讐鬼となった灰色の悪魔に殺害される。
フレーチェ＝フォン＝ベルグリーズ
声 - 中島唯
兵種 - アサシン
ランドルフの妹。一兵士として兄が率いる部隊に同行する。カスパルの「年下の叔母」になる。
青燐の章ではランドルフと共にヘヴリング領突破阻止戦に出撃。黄燎の章ではアリルでランドルフが討たれたのを連邦国軍がランドルフを見殺しにしたとして、ジェラルト傭兵団を雇いクロードを奇襲するも返り討ちにされる。
ラディスラヴァ
声 - 並木のり子
兵種 - ドラゴンナイト→ドラゴンマスター
帝国の将軍。エーデルガルトによって登用された新参の将軍。
赤焔の章ではミルディン大橋の奪取にあたり先陣を務める。青燐の章ではアリルの会戦に出撃し王国軍に討ち取られる。黄燎の章では同盟領攻略に失敗したフェルディナントを逃がすための殿となり戦死。
メトジェイ
声 - 三輪隆博
兵種 - アサシン
賊。青燐の章では帝国軍に雇われ、帝国西部の防衛戦で指揮を執る。
ゲルズ公
ゲルズ公爵家の当主で帝国の外務卿。コンスタンツェとは旧知の仲。
フェニヤ子爵、メニヤ子爵
それぞれ帝国フェニヤ領、メニヤ領を治める領主。赤焔の章ではルートヴィヒ＝フォン＝エーギルを支持し、メリセウス要塞に駐留する。
ドロテアとフレンの支援会話では数代前は同じ家であり、別れる際の出来事が語られる他、ミッテルフランク歌劇団の名前と設立の元になっているのではないかとドロテアは推測している。
バルナバシュ男爵
バルナバシュ領を治める領主。ガルグ＝マクの西側を領有するため、ガルグ＝マク守将の一人に選ばれる。

### ファーガス神聖王国
リュファス＝ティエリ＝ブレーダッド
声 - 川田紳司
兵種 - プランス
先王ランベールの兄で、ディミトリの伯父。イーハ大公。紋章を持っていなかったため王位は弟のランベールが継ぐことになった。
ランベールらが暗殺された「ダスカーの悲劇」の首謀者の一人で、ディミトリに対しても強い敵意を抱いている。物語序盤でコルネリアに唆され反乱を起こすもディミトリらに討たれて捕らえられ処刑される。
ロドリグ＝アシル＝フラルダリウス
声 - 菊本平
初期兵種：ソシアルナイト / 年齢：45歳 / 身長：182cm / 紋章：フラルダリウスの小紋章
ファーガス神聖王国の名門・フラルダリウス公爵家の当主であり、フェリクスの父。序盤でダスカーの悲劇の責任を負うため爵位を降り、一将としてディミトリを支える。
青燐の章でも進め方によっては途中で死亡する。
赤焔の章では王国西部でジェラルト傭兵団を雇い帝国軍を迎撃するが力及ばず戦死。黄燎の章ではフラルダリウス領防衛のため出撃する。
マティアス＝ラウル＝ゴーティエ
声 - 成田剣
兵種 - グレートナイト
ゴーティエ辺境伯家当主でマイクランとシルヴァンの父。ランベール、ロドリグとはかつての学友。「氷壁」と称される。
黄燎の章ではロドリグとフェリクスを逃がすため殿として連邦国軍と交戦、討ち取られる。
マイクラン＝アンシュッツ＝ゴーティエ
声 - 遠藤大輔
兵種 - アーマーナイト
ゴーティエ辺境伯家元嫡子で、マティアス卿の長男でシルヴァンの異母兄。紋章を持っていないことから廃嫡され、賊に身を堕とす。本作の王国ルートでは早々にギュスタヴ、ロドリグらに捕らえられた後、ディミトリに実力を買われて一将として登用されている。本人の弁では「虜囚」であり、おかしな動きをしたら優秀な部下に討たれるとのこと。
アリアンロッド防衛戦でグェンダル卿を足止めすべく一騎討を行い、充分な時間を稼いだ後に戦死する。
ロナート＝ジルダ＝ガスパール
声 - 安斉一博
兵種 - パラディン
ローべ伯爵領ガスパール城の城主。アッシュの養父。かつて実子のクリストフを中央教会に処刑された恨みを抱いており、戦争では教団を受け入れた王国に反発し帝国側について、いち早く反乱を起こす。
グェンダル＝ロッシュ
声 - 杉崎亮
兵種 - グレートナイト
ローベ伯の臣下で、「灰色の獅子」の異名を持つ老騎士にして猛将。青燐の章では、ローベ伯が討たれた後は帝国軍に身を置き、アリアンロッド攻略戦に参加。マイクランを打ち倒した後に主人公らに討たれる。赤焔の章では帝国側の一員としてアリアンロッド防衛戦で王国軍と対立するが、プレイの進め方によってはローベ伯が再裏切りすることで帝国軍に討たれる。
ユーリスとは旧知の仲。
コルネリア＝アルニム
声 - 岡村明美
兵種 - グレモリィ
王国の魔道士。正体はクレオブロスという名の闇に蠢く者の1人。物語序盤でリュファスを唆して反乱を起こすもディミトリらに討たれて逃亡。王国西部の王家へ反意を持つ諸侯の下で潜伏し、王国西部の諸国が反乱を起こすのを煽った。ダスカーの悲劇にも深く関与していた。赤焔の章では表立って登場しないが、王国が王国西部諸国の反乱を鎮圧する際に死亡したことがエーデルガルト、リシテア、ハピの外伝で語られている。
ローベ伯
ローべ領を治める領主。グェンダル、ロナートの主。能力は凡庸だが、領内に堅牢な城塞・アリアンロッドを擁する。帝国軍本隊をアリアンロッドに受け入れてから反乱を起こす目論見であったがロナートがいち早く王家への叛意を明らかにし兵を動かしたため、不本意ながら準備不足のまま王家と対立の姿勢を現す。青燐の章では、要衝のアリアンロッドを擁する点から王家とロナートの戦いの行く末を見て勝ったほうにつけばよいと風見鶏的な考えを持ち、王国西部反乱の際に王国軍に討たれる。赤焔の章では帝国側の一員としてアリアンロッド防衛戦で王国軍と対立するが、プレイの進め方によっては再び裏切って王国軍についたことで帝国軍に討たれる。
クレイマン子爵
クレイマン領を治める領主。もとは一城の城主であったがダスカーの悲劇の後、いち早く兵を集めダスカー地方を征服する大功を立て、子爵位を賜る。
エリデュア子爵、マテウス子爵、ギディオン子爵、ブレナス子爵、ベリナス子爵
それぞれ王国西部に領土を持つ領主。ダスカーの悲劇に加担していた。
ドミニク男爵
ドミニク領を治める領主。ギュスタヴの兄で、アネットの伯父。紋章を持つ嫡子・シモンが居ることが語られる。
ドミニクは十傑にも連なる家系であるが、数代前に王位継承の争いが起きた際に非主流派に味方したことで、領地を削減されるなどして力を失っている。王国西部の反乱の際に旗頭にされるがダスカーの悲劇に参加した諸領主たちへランベール国王は話せば判ったと語るなど、男爵本人は反乱に乗り気ではない。赤焔の章では王国西部諸国の防衛戦で帝国と対戦し戦死する。

### レスター諸侯同盟
エルヴィン＝フリッツ＝グロスタール
声 - 加瀬康之
兵種 - パラディン
グロスタール伯爵家当主。ローレンツの父。
赤焔の章では帝国による宣戦布告後、フレゲトン家、コーデリア家ともども親帝国を表明し、帝国軍がミルディン大橋を通過することを認める。その後、エーデルガルトの軍がロナート卿救出に西進し、ベルグリーズ伯がリーガン領侵攻のために同盟領奥深くまで進軍したところで、帝国に反旗を翻してベルグリーズ軍を包囲。取って返したエーデルガルトの親征軍と交戦して敗れ捕縛される。黄燎の章ではクロードらの援軍を受け、いったんはミルディン大橋の防衛に成功するが続く帝国軍本隊を見て降伏を宣言。帝国軍がリーガン領デアドラまで攻め込みそこで敗れたことで、コーデリア家と共に帝国軍に反旗を翻す。
物語途中でローレンツに譲位する。
ホルスト＝ジギスヴァルト＝ゴネリル
声 - 増元拓也
初期兵種：ソードマスター / 年齢：29歳 / 身長：184cm
ゴネリル公の嫡子でヒルダの兄。バルタザールとは親友。紋章は持たないが同盟随一の猛将として知られる。前作から名前は度々出ていたが、本作でプレイアブルになった。
黄燎の章では途中でゴネリル家当主の座を譲位される。
ジュディット＝フォン＝ダフネル
声 - 沢海陽子
兵種 - ロード
ダフネル侯爵家当主。「烈女」として知られる。クロードの協力者のひとり。クロードの母ティアナとは親友であり、クロードがリーガン家に来た際に携えていたティアナからの手紙に従って、クロードを補佐することを決めた。
プレイの進め方によっては、灰色の悪魔からクロードを護るために戦い、戦死する。
アケロン＝レーテ＝フレゲトン
声 - 西谷亮
兵種 - メイジ
ミルディン大橋付近に領地を持つフレゲトン子爵領領主。「風見鶏」と称される軽薄な人物。赤焔の章ではグロスタール伯ともども帝国に反旗を翻すが、領地が大きくないことと元々周辺諸侯と頻繁にもめごとを起こしていたことから、グロスタール家、コーデリア家と違って取り潰しても問題無しと判断されて討ち死にする。黄燎の章ではミルディン大橋防衛戦の最中に帝国軍に味方することを宣言し、クロードたちに討たれる。
バーガンディ子爵
バーガンディ領を治める領主。対面を取り繕うのは上手いが、内面は誠実さのかけらもないと言う。

### パルミラ
シャハド
声 - 斉藤壮馬
兵種 - グルガーン
パルミラの王子。クロードの異母兄。王位継承を確実なものとする戦功を挙げるためフォドラへの侵攻を繰り返している。
ナデル
声 - 杉崎亮
兵種 - ドラゴンマスター
パルミラ王家に仕える将軍。クロードとは旧知の仲。シャハドのことはよく思っていない。

### 闇に蠢く者
タレス
声 - てらそままさき
兵種 - アガスティア
闇に蠢く者の首魁。帝国摂政アランデル公になり変わって暗躍していたが、エーデルガルトにより帝都を追われ以後は独自に暗躍する。
青燐の章ではアリアンロッドを奇襲しエーデルガルトを襲う。その後帝国領ガルグ=マクを拠点にしていたが最終決戦で王国軍に攻め込まれ交戦し敗北、ディミトリによって討ち取られる。
赤焔の章ではガルグ=マクを奇襲し教団及び帝国と交戦。三つ巴の激戦で橋が崩れ行方知れずとなる。
ソロン
声 - ふくまつ進紗
兵種 - ダークビショップ
闇に蠢く者のダークビショップ。書庫番トマシュになり変わっていた。コスタスら鉄の王を雇ってモニカをかどわかすもモニカが救出され、モニカの証言により正体が露呈。大修道院で捕縛されそうになった際に正体を現して姿を消す。
その後赤焔の章・黄燎の章では賊徒を使ってフリュム領・コーデリア領を襲うも帝国軍・連邦国軍に敗れ撤退。全ルートとも進め方によってはエピメニデスによってザラスの禁呪のための贄にされる。
クロニエ
声 - 高野麻里佳
兵種 - アサシン→トリックスター
闇に蠢く者の使徒。モニカになり変わろうとしていた。
赤焔の章では前エーギル公の反乱軍に協力、ヴィスカムを持参しメリセウスに参戦、親征軍に討たれる。青燐の章ではガルグ＝マクでレアを襲っていたが王国軍の救援により討たれる。外伝にも登場。
ミュソン
兵種 - ウォーロック
闇に蠢く者の魔道士。
クレオブロス
作中に登場しているコルネリアの正体。タレス、ソロンと違って作中で変身はしない。
アナクシマンドロス
兵種 - ダークナイト
闇に蠢く者の騎兵。

### その他
ベルラン、 ゲッツ、リザリ
物語開始時点で主人公が所属していたベルラン傭兵団の団長と団員。団長のベルランとリザリは女性。レスター地方で1番の傭兵団になることを夢見ていたが、ある地方領主同士の戦いにおいて敵方に雇われていたジェラルト傭兵団と激突していずれも戦死する。他の有力団員も失ってベルラン傭兵団は壊滅した。
コスタス
声 - 永野善一
盗賊団「鉄の王」の頭目。生徒を襲っていたがシェズの加勢により討ち取られる。
バジャルド＝ダビーノ
声 - 木田祐
商人崩れの盗賊。以前はガルグ＝マクへ出入りする商人の1人であった。
アンナ
声 - 世戸さおり
各地で行商をしている女商人。シリーズ恒例の女性キャラクター。